# 아홉 개의 세계
아홉 개의 세계(고대 노르드어: Níu Heimar 니우 헤이마르, 영어: nine homeworlds)가 세계수 위그드라실에 붙어 있다고 노르드 신화에서는 설명한다. 그러나 원전인 《고 에다》에서 그 언급이 매우 애매하게 이루어지기 때문에 9세계의 구성은 주장하는 사람마다 제각각 다르다.  공통된 요소는 태초에 불의 세계 무스펠스헤임과 얼음의 세계 니플헤임이 있었으며, 그 중간의 긴눙가가프에서 신들이 생겨났고 신들이 인간을 만들었다는 것이다.

## 문헌상 출전

### 고 에다
〈무녀의 예언〉 제2절

| 노르드어: Níu man ek heima, níu íviðjur, mjötvið mæran fyr mold neðan. | 영어 중역: 아홉 개의 세계를 나는 기억하나니 아홉 명의 여자 거인[각 세계의 의인화], 위대한 묘트비드르[가 그들을 결합한다], 땅이 존재하기도 전부터. |

〈바프스루드니르가 말하기를〉 제43절

| 노르드어: „Fra iotna rv́nom oc allra goða ec kann segia satt, þviat hvern hefi ec heim vm komit: nio kom ec heima, fyr niflhel neðan, hinig deyia or helio halir.“ | 영어 중역: “물론 나는 진실로 요트나르와 신들의 모든 비밀을 말할 수 있으니, 이유인즉 나는 모든 세상을, 각 세상 중에서도 가장 먼 곳들도, 모두 다녀 보았기 때문으로, 아래로는 망자들이 사는 니플헬까지 아홉 세상을 다녀왔노라.” |

### 신 에다
〈무녀의 예언〉 제2절

| 노르드어: Hel kastaði hann í Niflheim ok gaf henni vald yfir níu heimum. | 영어 중역: [오딘이] 헬을 니플헤임에 집어던지고 아홉 세계에 뻗치는 권능을 그녀에게 주었다. |

신화 원전인 에다에는 아홉 개의 세계에 관한 언급이 이상 딱 세 번 나온다.

## 신화 해석
에다 여기저기를 뒤져보면서 나오는 지명들을 모두 털어보면 다음 여섯 개의 세계의 존재를 이끌어낼 수 있다.
1. 인간들이 사는 곳 미드가르드(중간계).
2. 아스들이 사는 곳 아스가르드
3. 반들의 고향 바나헤임
4. 요툰(거인)들의 고향 요툰헤임/우트가르드
5. 알파(요정들)의 고향 알프헤임/료살프헤임
6. 나이르(시체들)의 고향 헬헤임

드베르그가 사는 곳은 상술되지 않았는데, 각 부분에 따라 이들이 어디에 사는지 제각각이기 때문이다. 〈알비스가 말하기를〉 제14절에 보면 드베르그는 알파와 구분되는 존재다. 또한 드베르그가 사는 스바르트알파헤임이 따로 언급되면서 알파와 드베르그는 사는 곳마저 다르다고 분명히 한다. 하여 "검은 알프"라는 뜻의 스바르트알프는 드베르그를 가리키는 동의어로 생각되고 있다. 또 〈시어법〉 제46장에서는 블로크라는 드베르그의 고향이 스바르트알파헤임이라고 한다. 한편, 〈무녀의 예언〉 제37장에서는 드베르그의 고향이 니다벨리르라고 한다. 드베르그의 흐레이드마르가 드베르그의 왕이라고 하는데, 〈시어법〉 제39장에서는 로키가 안드바리를 붙잡은 곳이 스바르트알프헤임이라고 한다. 니다벨리르와 스바르트알프헤임이 동일한 곳이라고 친다면 일곱 번째 세계는 드베르그의 세계가 된다.
7. 드베르그(난쟁이)의 고향 니다벨리르/스바르트알파헤임
이상 일곱 개의 세계는 각각 신화에 등장하는 일곱 종족들의 고향이다. 나머지 두 세계가 어딘지는 알 수 없는데, 태초에 긴눙가가프를 사이에 두고 존재한 극한과 극열의 두 세계도 이름에 "고향"을 의미하는 "헤임"이 들어가는 고로 이 둘까지 쳐서 머릿수 아홉을 맞출 수 있다.
8. 안개의 고향 니플헤임
9. 말세의 고향 무스펠스헤임

### 불확실성
상술한 아홉 세계가 위그드라실에 연결된 9세계의 목록으로 대개 널리 받아들여지고 있다. 그러나 신화를 꼼꼼히 따져가며 읽다 보면 위의 아홉 세계 사이의 관계나 아홉 세계를 제외한 다른 장소와의 관계가 여러가지로 앞뒤가 안 맞거나 혼란스러운 부분이 많다. 대표적인 것이 바로 니플헤임-니플헬-헬헤임의 문제이다. 망자를 다스리는 여신인 헬은 니플헤임에 산다고 한다. 오딘이 헬을 니플헤임에 집어던진 뒤 헬은 그곳에 높은 벽과 단단한 성문으로 둘러싸인 왕국을 세웠다.
이런 이유로 망자들이 사는 곳이라는 헬헤임은 니플헤임과 동일시되게 된다. 혹자는 헬헤임 중에서도 악인들이 고통받는 밑바닥이 니플헬(바프스루드니르가 다녀왔다고 오딘에게 자랑한 곳)이며, 니플헤임은 얼음과 안개가 지배하는 태고의 공간이라고 구분하기도 한다. 그러나 이것이 오늘날의 사람들만 헷갈리는 게 아니라 신화가 구전되던 당대부터 이미 혼용되고 있었음을 나타내는 필사본들이 몇 점 남아 있다. 《신 에다》에 보면 아스가르드의 방벽을 지은 석공(스바딜파리의 주인)이 토르의 망치에 골통이 깨져서 죽는데, 주요 필사본 네 점 중 두 점은 토르가 “그를 니플헤임으로 보냈다”고 하고, 다른 두 점은 “니플헬로 보냈다”고 한다.

## 참고 문헌
- Crossley-Holland, Kevin (1980). Norse Myths: Gods of the Vikings. Penguin Books.
- Ellis, Hilda R. (1964). Gods and Myths of Northern Europe. Penguin Books.
- Ellis, Hilda R. (1988). Myths and Symbols in Pagan Europe: Early Scandinavian and Celtic Religions.
- Lindow, John (2001). Handbook of Norse Mythology. ABC-CLIO. ISBN 1-57607-217-7.
- Orchard, Andy (1997). Dictionary of Norse Myth and Legend. Cassell. ISBN 0-304-34520-2.
- Zoega, Geir T. (1910). A Concise Dictionary of Old Icelandic.